# Tritonoturris macandrewi
Tritonoturris macandrewi é uma espécie de gastrópode do gênero Tritonoturris, pertencente a família Raphitomidae.